# Herbert von Karajan
Herbert von Karajan, sau Heribert Ritter von Karajan, în Austria Ritter fiind rangul nobiliar de cavaler (n. 5 aprilie 1908, Salzburg, Austro-Ungaria – d. 16 iulie 1989, Anif, Salzburg, Austria) a fost un dirijor austriac.

## Date biografice

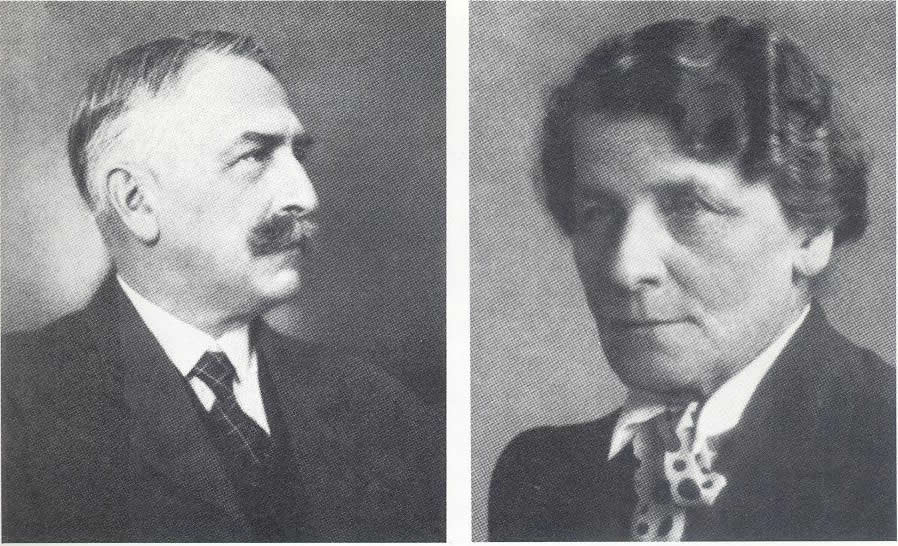
Ernst şi Marta, părinţii lui Herbert von Karajan

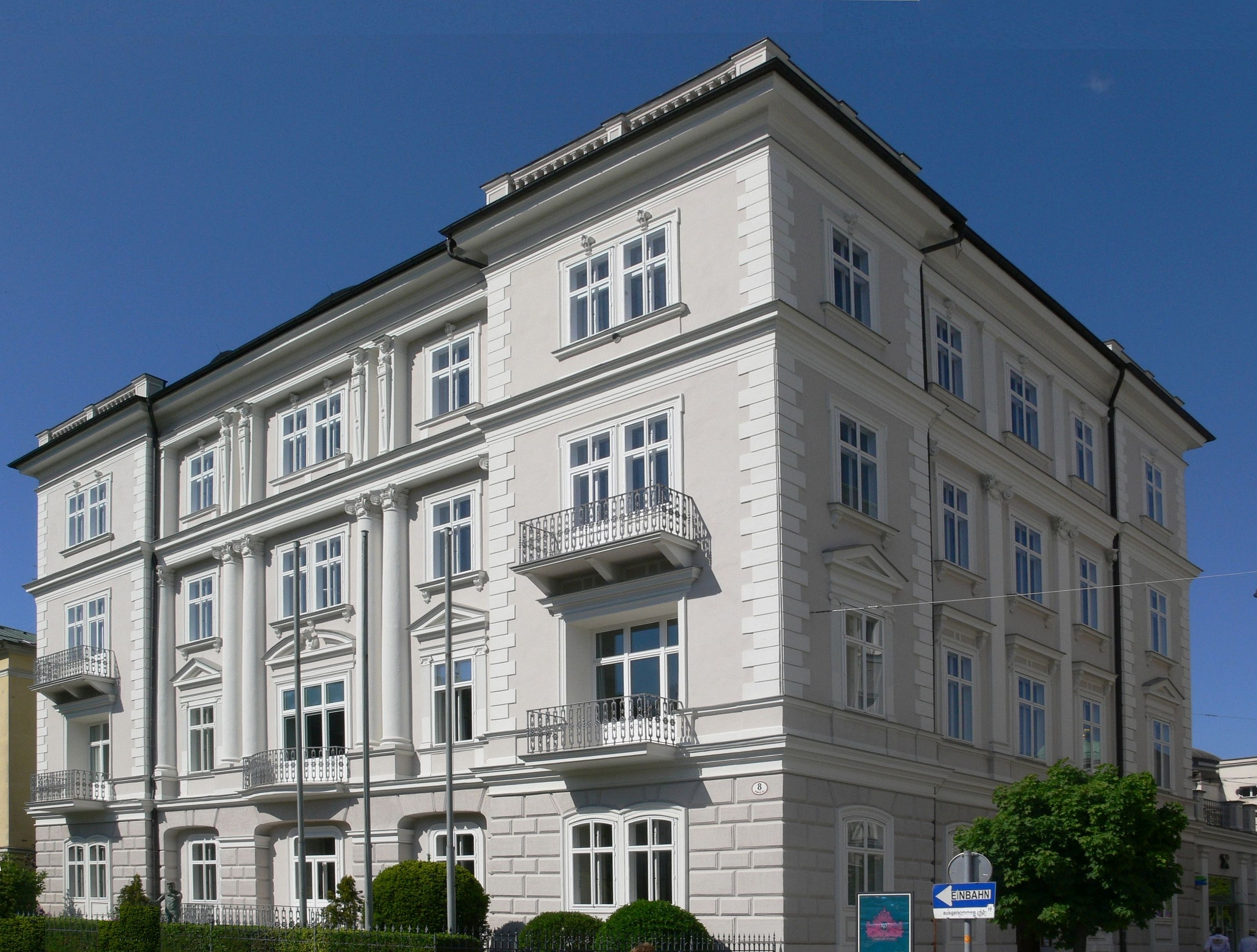
Salzburg - Casa în care s-a născut dirijorul Herbert von Karajan

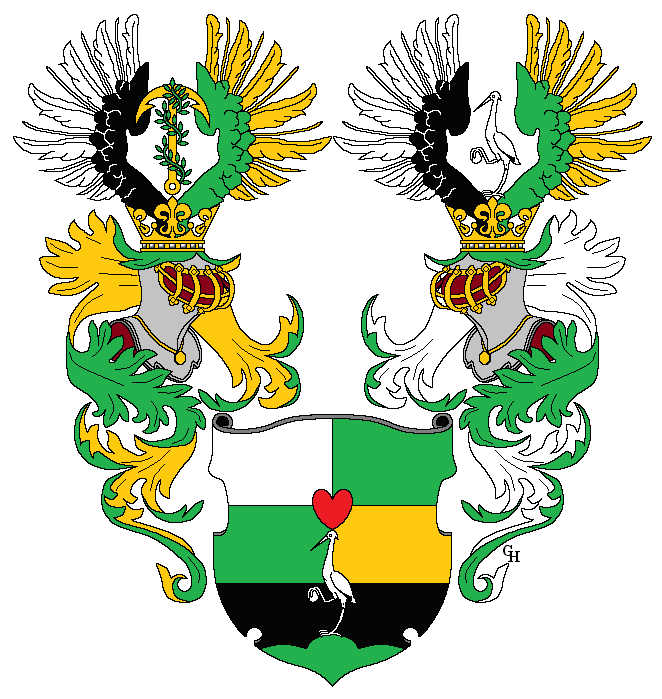
Stema familiei Karajan

Herbert von Karajan s-a născut la Salzburg, în Austria (Cisleithania), în Imperiul Austro-Ungar la 5 aprilie 1908, într-o familie înstărită, ca fiu al lui Ernst von Karajan și al Martei născută Kosmač, de origine slovenă  Din partea tatălui, dirijorul avea un strămoș aromân, după unele surse, Gheorghe Ion Caraion, sau după altele, grec Gheorghios Ianis Karaianis, originar din orașul Kozani, Rumelia, atunci provincie otomană (actualmente în Macedonia de vest, care aparține de Grecia). În 1767 el și fratele său s-au mutat la Viena sau poate, la Chemnitz, în Saxonia, unde au fost printre fondatorii industriei textile a Saxoniei. Ambii frați au fost înnobilați la 1 iunie 1792 de Frederic August, pe atunci principe elector al Saxonei, cu dreptul adăugării prepoziției „von” numelui de familie: „von Karajan”. Unul din ascendenții lui Herbert von Karajan a fost germanistul vienez Theodor von Karajan.

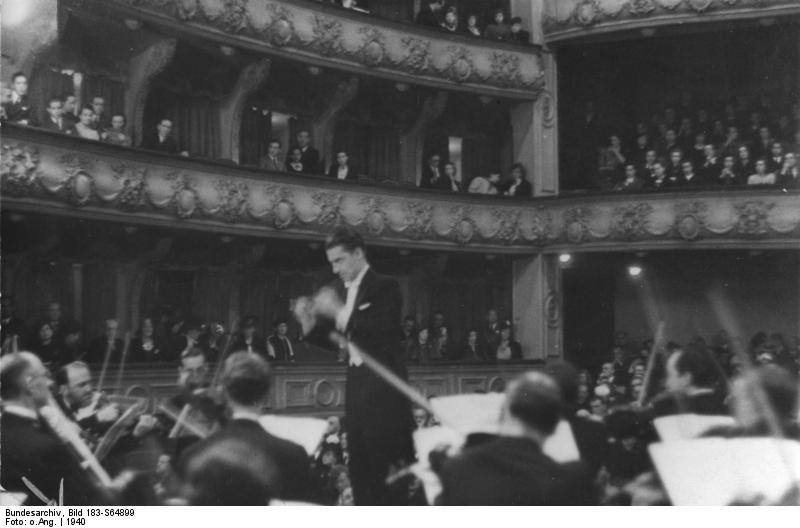
Herbert von Karajan dirijază la Madrid Abgebildete Personen, 1 august 1940

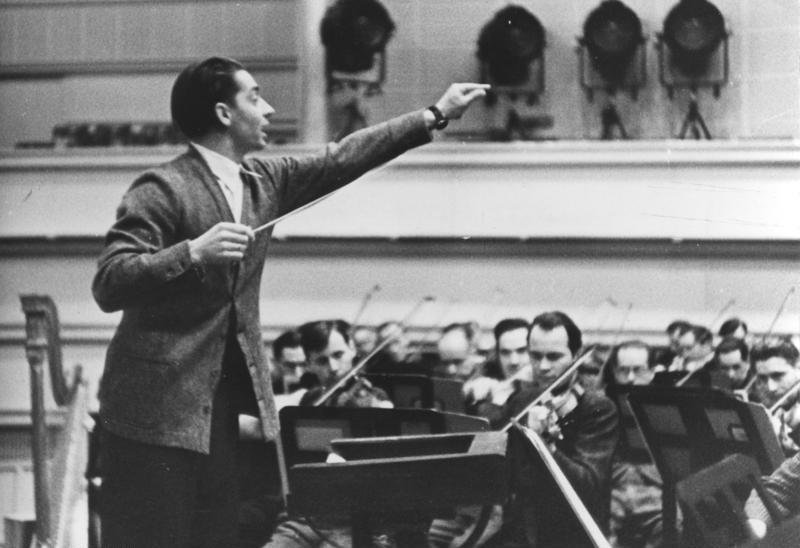
Herbert von Karajan la pupitrul Operei de Stat din Berlin, 1941

Prin desființarea oficială a aristocrației în 1919 în Austria, familia von Karajan și-a pierdut dreptul de a folosi particula nobiliară „von”. Dirijorul a pretins autorităților austriece să i se acorde dreptul de a refolosi particula „von”, altminteri va refuza să mai susțină concerte în Austria. Autoritățile i-au acceptat derogarea de la lege, ca „nume artistic”.
Mama, Martha Kosmač, era de origine slovenă, din satul Mojstrana, ducatul Carniola (Krain), Austro-Ungaria, actualmente Slovenia.
Studiile muzicale Karajan le-a început cu pianul la 4 ani, apoi la Conservatorul „Mozarteum” din Salzburg (1916-1926) și a continuat la Academia de Muzică din Viena până în 1929.
În anul 1928 a debutat ca dirijor șef al orchestrei din Ulm, Germania, unde a activat până în 1934. În 1929 a dirijat opera Salomea la Festspielhaus din Salzburg. În 1935 a fost numit la prestigioasa orchestră din Aachen, devenind cel mai tânăr dirijor al Germaniei.
În 1933 von Karajan a aderat ca membru al Partidului Nazist, ceea ce i-a facilitat cariera spectaculoasă. S-a susținut că dirijorul a făcut acest pas din arivism și nu din convingere politică, având în vedere că în 1942 s-a căsătorit cu evreica Anita Gütermann, în pofida legilor rasiste în vigoare. Cert este că el a completat formularul de adeziune la Partidul Nazist la 8 aprilie 1933 la Salzburg, cu cinci ani înainte de Anschluss. A primit carnetul de membru cu nr. 3 430 914, iar concertele și le începea mereu cu imnul partidului nazist, „Horst-Wessel-Lied”.

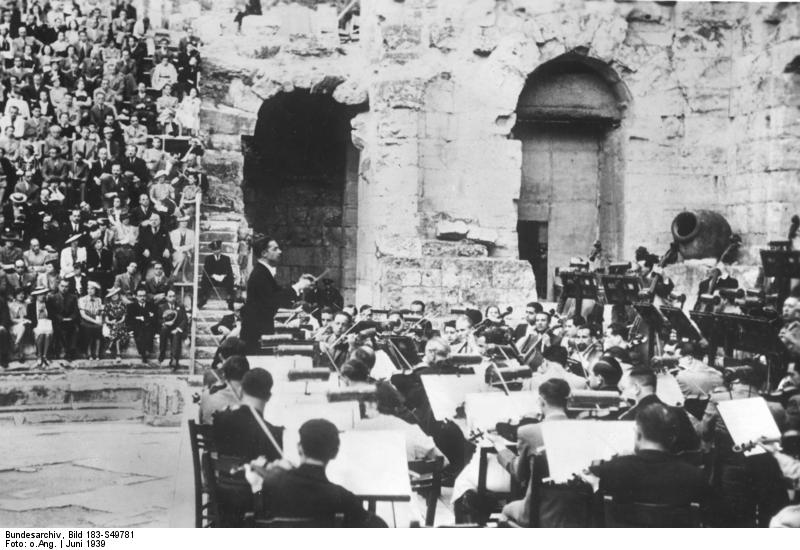
Herbert von Karajan la pupitrul orchestrei Odeonul din Atena, în Teatrul Antic Herodian, 1 iunie 1939.

În 1937 a fost numit dirijor la Opera de Stat din Viena, iar în 1938 a dirijat „Fidelio” la opera de stat din Berlin, unde a rămas timp de 35 de ani. La 20 aprilie 1939, entuziasmat de interpretarea tânărului dirijor, Hitler i-a acordat titlul creat ad-hoc „dirijor național” (în germană „Staatskapellmeister“).
A revenit ca director artistic al operei de stat din Viena (1957 - 1964) și al Festivalului de la Salzburg (1956 - 1960). Din 1948 a colaborat și cu teatrul La Scala din Milano. Renumele internațional și l-a dobândit cu înregistrările făcute cu Filarmonica din Berlin 
Împreună cu regizorul francez Henri-Georges Clouzot, Karajan a produs filme ale concertelor și operelor dirijate. A vizitat Statele Unite împreună cu Orchestra Philharmonia din Londra, iar în toamna lui 1955 a dirijat Orchestra Philharmonia în 24 de concerte.
Ca dirijor la orchestrele filarmonice din Salzburg, Viena, Berlin, Londra, Karajan a devenit o valoare incontestabilă a patrimoniului cultural-artistic universal.
A fost director al orchestrei filarmonice din Viena, director și dirijor al orchestrei filarmonice din Berlin. A înregistrat sute de discuri, colaborând și cu mulți din marii soliști ai lumii: Anne-Sophie Mutter (favorita sa), Evgheni Kissin, Lazar Berman, Elisabeth Schwarzkopf, Luciano Pavarotti, Vladimir Horowitz, Sviatoslav Richter, Nigel Kennedy ș.a. Alți mari muzicieni, ca Isaac Stern și Ițhac Perlman, i-au refuzat colaborarea din cauza trecutului său nazist.

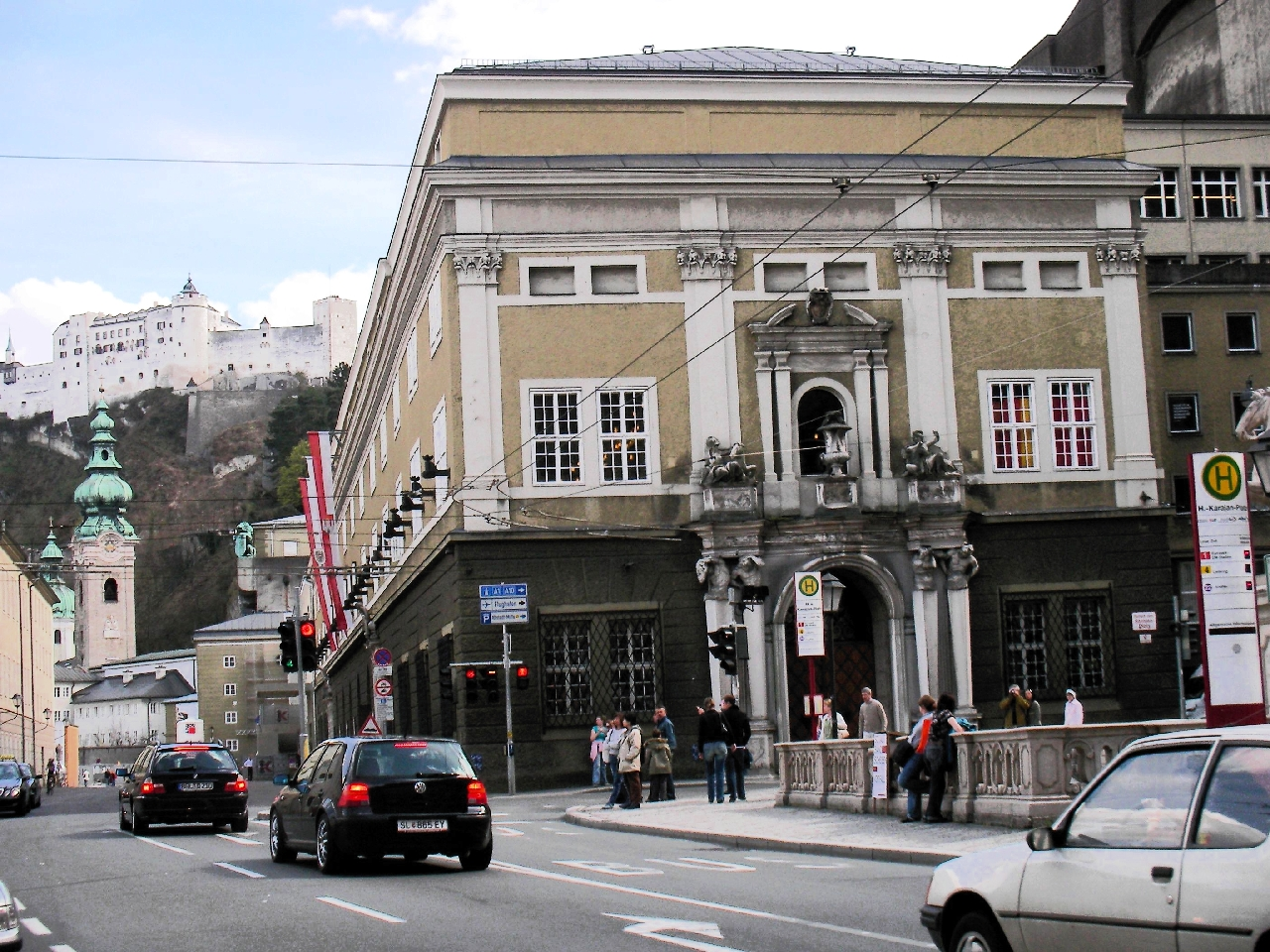
Piaţa Herbert von Karajan, Salzburg

## Onoruri
Marele Ordin de Merit al Republicii Italiene (în italiană Grande ufficiale Ordine al Merito della Repubblica Italiana), 17 mai 1960..